# Cozes
Cozes és un municipi francès situat al departament del Charente Marítim i a la regió de la Nova Aquitània. L'any 2007 tenia 1.925 habitants.

## Demografia

### Població
El 2007 la població de fet de Cozes era de 1.925 persones. Hi havia 875 famílies de les quals 286 eren unipersonals (119 homes vivint sols i 167 dones vivint soles), 346 parelles sense fills, 175 parelles amb fills i 68 famílies monoparentals amb fills.
La població ha evolucionat segons el següent gràfic:
Habitants censats

### Habitatges
El 2007 hi havia 1.116 habitatges, 899 eren l'habitatge principal de la família, 171 eren segones residències i 46 estaven desocupats. 926 eren cases i 185 eren apartaments. Dels 899 habitatges principals, 628 estaven ocupats pels seus propietaris, 248 estaven llogats i ocupats pels llogaters i 23 estaven cedits a títol gratuït; 11 tenien una cambra, 80 en tenien dues, 178 en tenien tres, 294 en tenien quatre i 336 en tenien cinc o més. 685 habitatges disposaven pel capbaix d'una plaça de pàrquing. A 461 habitatges hi havia un automòbil i a 327 n'hi havia dos o més.

### Piràmide de població
La piràmide de població per edats i sexe el 2009 era:
| Homes | Edats   | Dones |
| ----- | ------- | ----- |
| 4     | 95 o +  | 0     |
| 4     | 90 a 94 | 32    |
| 20    | 85 a 89 | 40    |
| 12    | 80 a 84 | 20    |
| 44    | 75 a 79 | 64    |
| 84    | 70 a 74 | 60    |
| 16    | 65 a 69 | 64    |
| 88    | 60 a 64 | 76    |
| 28    | 55 a 59 | 60    |
| 72    | 50 a 54 | 68    |
| 48    | 45 a 49 | 48    |
| 44    | 40 a 44 | 56    |
| 56    | 35 a 39 | 56    |
| 60    | 30 a 34 | 72    |
| 68    | 25 a 29 | 44    |
| 32    | 20 a 24 | 40    |
| 56    | 15 a 19 | 40    |
| 52    | 10 a 14 | 60    |
| 40    | 5 a 9   | 36    |
| 28    | 0 a 4   | 36    |

## Economia
El 2007 la població en edat de treballar era de 1.134 persones, 774 eren actives i 360 eren inactives. De les 774 persones actives 687 estaven ocupades (369 homes i 318 dones) i 87 estaven aturades (42 homes i 45 dones). De les 360 persones inactives 186 estaven jubilades, 59 estaven estudiant i 115 estaven classificades com a «altres inactius».

### Ingressos
El 2009 a Cozes hi havia 912 unitats fiscals que integraven 1.978,5 persones, la mediana anual d'ingressos fiscals per persona era de 15.604 €.

### Activitats econòmiques
Dels 156 establiments que hi havia el 2007, 1 era d'una empresa extractiva, 3 d'empreses alimentàries, 1 d'una empresa de fabricació de material elèctric, 8 d'empreses de fabricació d'altres productes industrials, 29 d'empreses de construcció, 39 d'empreses de comerç i reparació d'automòbils, 4 d'empreses de transport, 6 d'empreses d'hostatgeria i restauració, 2 d'empreses d'informació i comunicació, 6 d'empreses financeres, 8 d'empreses immobiliàries, 16 d'empreses de serveis, 17 d'entitats de l'administració pública i 16 d'empreses classificades com a «altres activitats de serveis».
Dels 64 establiments de servei als particulars que hi havia el 2009, 1 era una oficina d'administració d'Hisenda pública, 1 gendarmeria, 1 oficina de correu, 3 oficines bancàries, 1 funerària, 7 tallers de reparació d'automòbils i de material agrícola, 1 taller d'inspecció tècnica de vehicles, 1 autoescola, 4 paletes, 8 guixaires pintors, 6 fusteries, 7 lampisteries, 2 electricistes, 3 empreses de construcció, 5 perruqueries, 2 veterinaris, 2 restaurants, 6 agències immobiliàries, 2 tintoreries i 1 saló de bellesa.
Dels 15 establiments comercials que hi havia el 2009, 1 era un supermercat, 1 una gran superfície de material de bricolatge, 1 una botiga de menys de 120 m², 3 fleques, 2 carnisseries, 1 una peixateria, 1 una llibreria, 1 una botiga de roba, 1 una botiga d'electrodomèstics, 1 un drogueria i 2 floristeries.
L'any 2000 a Cozes hi havia 19 explotacions agrícoles que ocupaven un total de 660 hectàrees.

## Equipaments sanitaris i escolars
El 2009 hi havia 2 farmàcies i 1 ambulància.
El 2009 hi havia 1 escola maternal i 2 escoles elementals. Cozes disposava de 2 col·legis d'educació secundària amb 380 alumnes.

## Poblacions properes
El següent diagrama mostra les poblacions més properes.